# Michael Culver

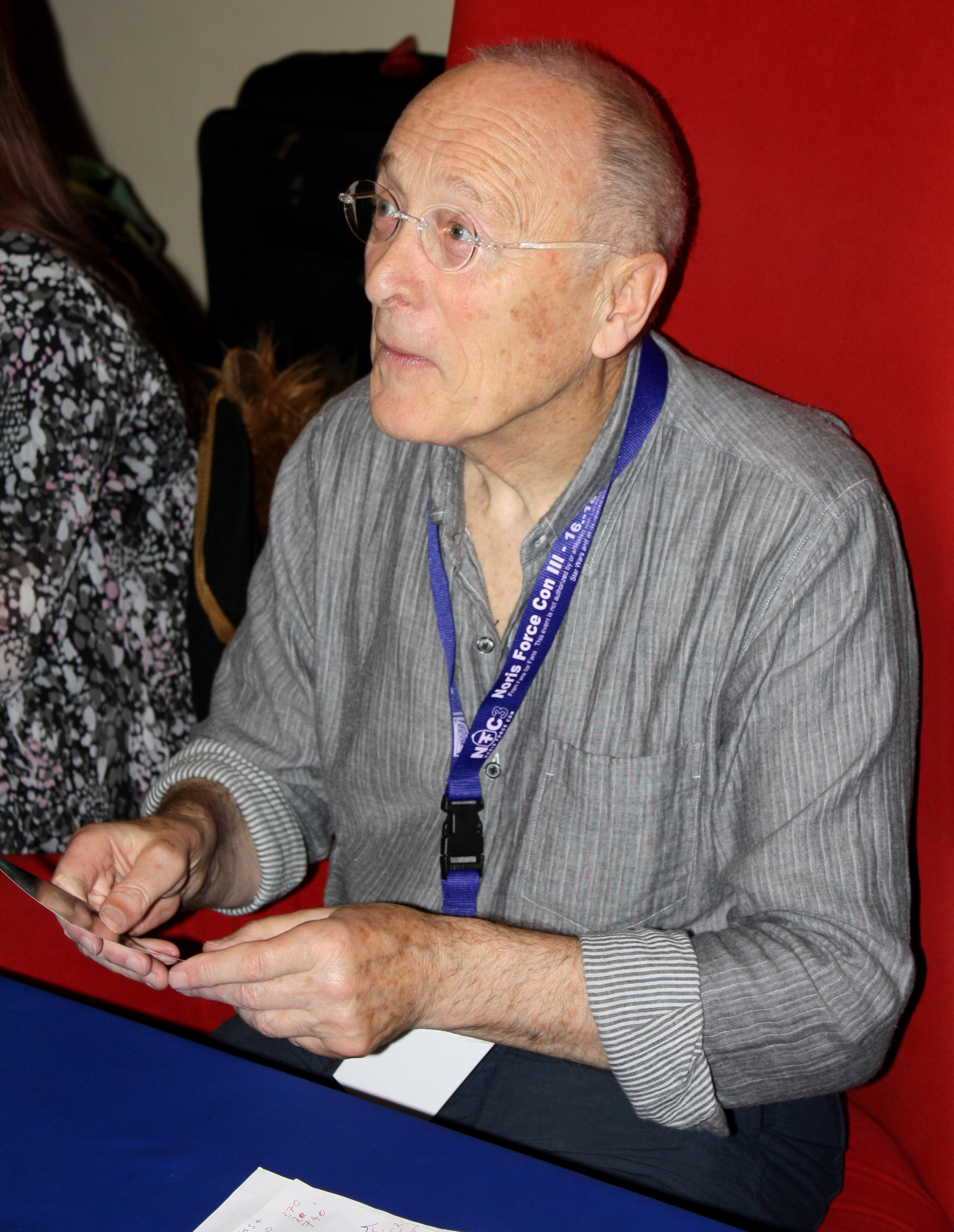
Michael Culver (2011)

Michael Culver (* 16. Juni 1938 in Hampstead; † 27. Februar 2024) war ein britischer Schauspieler. Bekanntheit erlangte er u. a. durch prägnante Nebenrollen in einigen James-Bond-Filmen, Das Imperium schlägt zurück (Captain Needa) und Reise nach Indien.

## Leben
Michael Culver wurde als Sohn des Schauspielers Roland Culver und dessen Ehefrau Daphne Rye geboren. Er absolvierte eine klassische Schauspielausbildung an der London School of Dramatic Art. Nach der Ausbildung übernahm er Rollen an verschiedenen Londoner Theatern. Zu Beginn der 1960er Jahre übernahm Culver seine ersten Rollen in englischen Fernsehserien, z. B. Mit Schirm, Charme und Melone und wurde so einem breiteren Publikum bekannt. Es folgten kleinen Nebenrollen u. a. in James Bond 007 – Liebesgrüße aus Moskau und in James Bond 007 – Feuerball. Sein Schaffen umfasst mehr als 130 Film- und Fernsehproduktionen.
Culver war verheiratet und Vater zweier Kinder. Er starb nach langer Krankheit am 27. Februar 2024 im Alter von 85 Jahren.

## Filmografie (Auswahl)
- 1962: Kommissar Maigret (Fernsehserie, eine Folge)
- 1963: James Bond 007 – Liebesgrüße aus Moskau (From Russia with Love)
- 1965: James Bond 007 – Feuerball (Thunderball)
- 1967: Der Mann mit dem Koffer (Man in a Suitcase, Fernsehserie, eine Folge)
- 1968: Mit Schirm, Charme und Melone (The Avengers, Fernsehserie, eine Folge)
- 1969: Goodbye, Mr. Chips
- 1969: Tödlicher Salut (Crossplot)
- 1969: Das Loch im Himmel (The Body Stealers)
- 1972–1974: Black Beauty (Fernsehserie, 30 Folgen)
- 1974: Härte 10 (Fernsehserie)
- 1975: Mondbasis Alpha 1 (Space: 1999, Fernsehserie, eine Folge)
- 1975: Thriller (Fernsehserie, eine Folge)
- 1976, 1977: Warship (Fernsehserie, zwei Folgen)
- 1977: Mit Schirm, Charme und Melone (The New Avengers, Fernsehserie, eine Folge)
- 1977: Van der Valk (Fernsehserie, eine Folge)
- 1978: Die Füchse (The Sweeney, Fernsehserie, eine Folge)
- 1980: Auf eigene Faust – Eine Familienangelegenheit (Breakaway, Fernsehserie, 5 Folgen)
- 1980: Das Imperium schlägt zurück (The Empire Strikes Back)
- 1981: Der Bunker (The Bunker, Fernsehfilm)
- 1982: Die Profis (The Professionals, Fernsehserie, eine Folge)
- 1984: Reise nach Indien (A Passage to India)
- 1986: Die Wiederkehr von Sherlock Holmes (The Return of Sherlock Holmes, Miniserie, eine Folge)
- 1992: The Transmission of Roger Bacon
- 1993: Inspektor Morse, Mordkommission Oxford (Inspector Morse, Fernsehserie, eine Folge)
- 2003: New Tricks – Die Krimispezialisten (New Tricks, Fernsehserie, 1 Folge)
- 2004: Spooks – Im Visier des MI5 (Spooks, Fernsehserie, eine Folge)
- 2006: The Impressionists (Miniserie, eine Folge)
- 2008: Kommissar Wallander: Die falsche Fährte (Sidetracked, Fernsehreihe)
- 2013: Doctors (Fernsehserie, eine Folge)